# Takachihoa lamellaris
Takachihoa lamellaris Tang & Li, 2010 è un ragno appartenente alla famiglia Thomisidae.

## Etimologia
Il nome proprio deriva dall'aggettivo latino lamellaris, cioè a forma di piccola lama, in riferimento alla forma del ramo distale dell'apofisi dei pedipalpi, visto dall'alto.

## Caratteristiche
Il paratipo femminile rinvenuto ha lunghezza totale è di 3,00 mm; la lunghezza del cefalotorace è di 1,40 mm e la larghezza è di 1,40 mm

L'olotipo maschile rinvenuto ha lunghezza totale è di 2,50 mm; la lunghezza del cefalotorace è di 1,25 mm e la larghezza è di 1,30 mm.

## Distribuzione
La specie è stata reperita in Cina: nella Prefettura autonoma dai di Xishuangbanna, nello Yunnan.

## Tassonomia
Al 2015 non sono note sottospecie e dal 2010 non sono stati esaminati nuovi esemplari.